# Марина ди Кастањето Кардучи (Ливорно)
Марина ди Кастањето Кардучи је насеље у Италији у округу Ливорно, региону Тоскана.
Према процени из 2011. у насељу је живело 237 становника. Насеље се налази на надморској висини од 15 м.